# 14032 Mego
14032 Mego eller 1994 XP är en asteroid i huvudbältet som upptäcktes den 4 december 1994 av den japanska astronomen Masahiro Koishikawa vid Ayashi-observatoriet i Japan. Den är uppkallad efter Megohime.
Asteroiden har en diameter på ungefär 5 kilometer och den tillhör asteroidgruppen Innes.